# Colchester, Illinois
Colchester är en ort i McDonough County i delstaten Illinois, USA.